# Ташкентский тракторный завод
Ташкентский тракторный завод (ТТЗ) — предприятие в городе Ташкент, специализирующийся на выпуске тракторов и запасных частей к ним. 
После банкротства ТТЗ, на базе его остаточных активов в 2014 году был образован «Ташкентский завод сельскохозяйственной техники» (узб. Toshkent Qishloq Xo'jaligi Texnikasi Zavodi; АО «TQXTZ»), который вошёл в государственный холдинг «Узагропроммашхолдинг».  

## История
Завод был организован во время Великой Отечественной войны на базе эвакуированного в Ташкент предприятия. До середины 1960-х годов завод носил название «Ташавтомаш».
Завод расположен на северо-востоке Ташкента в одноимённом районе (ТТЗ) на административной границе города.
В 1960-е — 1970-е годы завод выпускал хлопководческие модификации тракторов Т-28 и МТЗ-50 из машинокомплектов, поставляемых соответственно Владимирским и Минским тракторными заводами.
В 1976 году был освоен выпуск тракторов марки Т-28Х4М — треколесные и четырехколёсные (пропашные и транспортные), было выпущено более 5000 экземпляров переоборудованных в трехколёсный вариант тракторы Минского тракторного завода МТЗ-80Х, более 100 000 четырёхтонных тракторных прицепов с наращенными бортами и системой гидравлической разгрузки хлопка.
На заводе выпускались элементы ходовой части тракторов, при этом двигатели и резинотехнические изделия поставлялись смежными поставщиками со стороны.
В 1979 году конструкторским бюро кабин и технической эстетики завода были спроектированы основные конструкторские решения по недорогой кабине для хлопководческой техники и был создан логотип ТТЗ.
Во второй половине 1980-х годов тракторы выпускались с унифицированной кабиной с кондиционером испарительного типа, звукоизолирующим остеклением и другими новшествами.
Завод активно производил продукцию до середины 1990-х. В последующие годы мощности предприятия были загружены на 20%. К этому моменту оборудование и цеха сильно устарели. 
В 2015 году Ташкентский тракторный завод начал процедуру банкротства. После банкротства остаточные активы были переведены на баланс национальной компании «Узагропроммашхолдинг», которую создали в Узбекистане в 2014 году для объединения предприятий сельскохозяйственного машиностроения страны. На базе остаточных мощностей различных заводов (в том числе ТТЗ), а также с участием иностранных инвестиций, в рамках национального «Узагропроммашхолдинга», функционирует «Ташкентский Завод Сельскохозяйственной Техники» (узб. Toshkent Qishloq Xo'jaligi Texnikasi Zavodi; АО «TQXTZ»), который производит сельхоз технику.